# 盖莱伊
盖莱伊，是匈牙利包尔绍德-奥包乌伊-曾普伦州所辖的一个村。总面积32.11平方公里，总人口627，人口密度19.5人/平方公里（2011年1月1日）。